# 17-cm-Kanone (E)
Die 17-cm-Kanone (E)  war ein deutsches Eisenbahngeschütz der Wehrmacht im Zweiten Weltkrieg.

## Geschichte
Bei der Kanone handelte es sich um das Rohr der 17 cm SK L/40 aus den veralteten Linienschiffen der Braunschweig- und Deutschland-Klasse in einer sechsachsigen Eisenbahnlafette, noch aus der Zeit vor dem Ersten Weltkrieg stammend.
Sie war eine Zwischenlösung, um bis zur Einführung der neuen modernen Konstruktionen K 5 und K12 Eisenbahngeschütze zur Verfügung zu haben.
Die Kanone war auf der Eisenbahnlafette um 360° drehbar und konnte mit Hilfe seitlicher Stützen auch seitlich schießen. Die Lebensdauer eines Rohres, welches 62,8 Kilogramm schwere Geschosse verschoss, betrug ungefähr 1.100 Schuss.
Es wurden sechs Kanonen gebaut und in den Eisenbahnbatterien 717 und 718 zum Einsatz gebracht.